# ستيف ميلز
ستيف ميلز (بالإنجليزية: Steve Mills)‏ (9 ديسمبر 1953 ببورتسموث في المملكة المتحدة - 1 أغسطس 1988 بساوثهامبتون في المملكة المتحدة) هو لاعب كرة قدم بريطاني في مركز الظهير. لعب مع نادي ساوثهامبتون وميامي طوروز ‏ ونادي ويموث.

## وصلات خارجية
- ستيف ميلز على موقع قاعدة بيانات كرة القدم.إي يو (الإنجليزية)